# Great Wall Sailor
Le Great Wall Sailor est un pick-up de 4 portes ayant une version SUV appelée « Sing ».

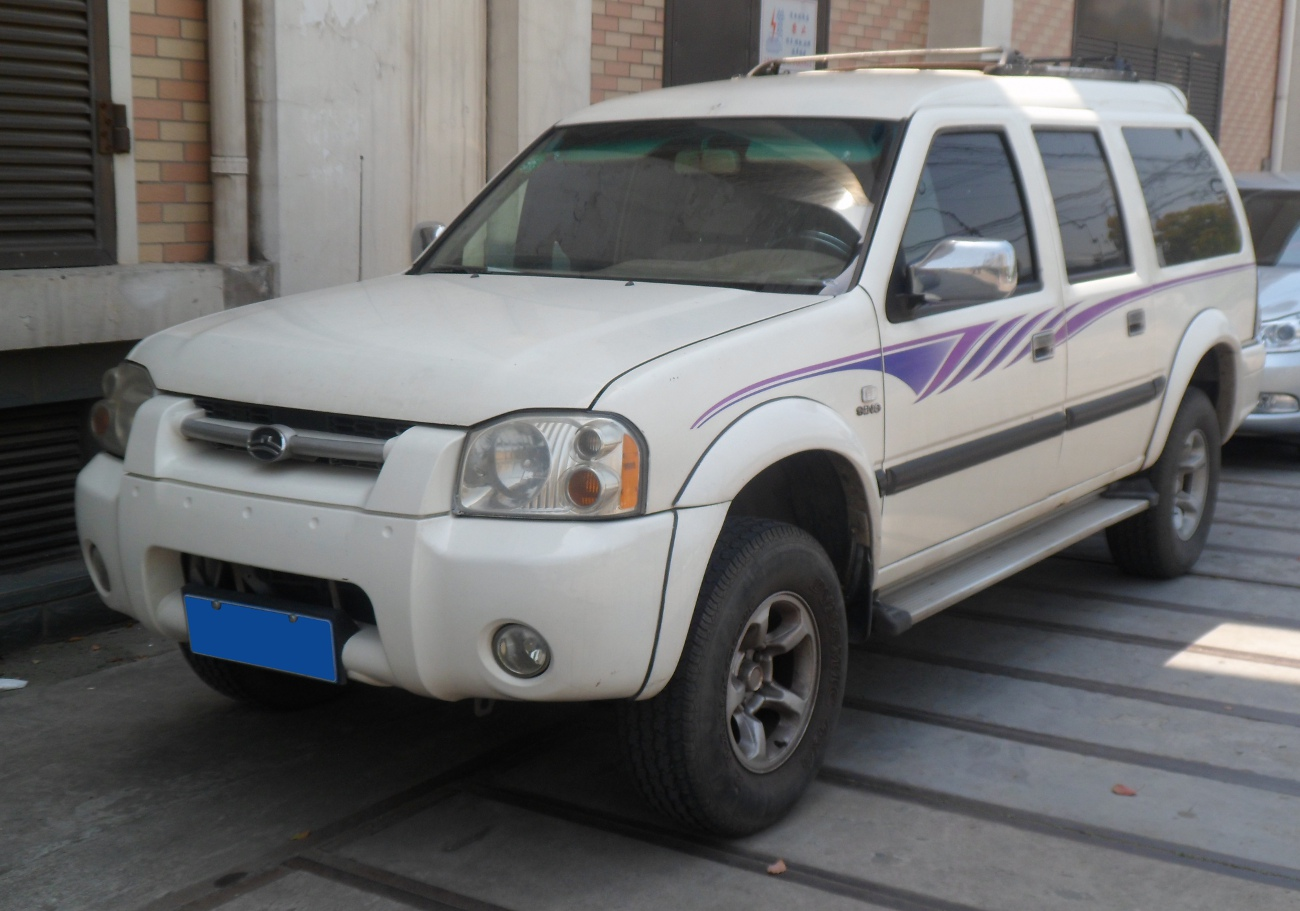
Le Great Wall Sing.